# Cyrtopodion baigii
Espèce
Cyrtopodion baigii est une espèce de geckos de la famille des Gekkonidae.

## Répartition
Cette espèce est endémique du Gilgit-Baltistan au Pakistan. 

## Étymologie
Cette espèce est nommée en l'honneur de Khalid Javed Baig (1956-2006).

## Publication originale
- Masroor, 2008 : A new species of Cyrtopodion (Sauria: Gekkonidae) from the northern areas of Pakistan. Zootaxa, n. 1857, p. 33-43.